# GOES-G

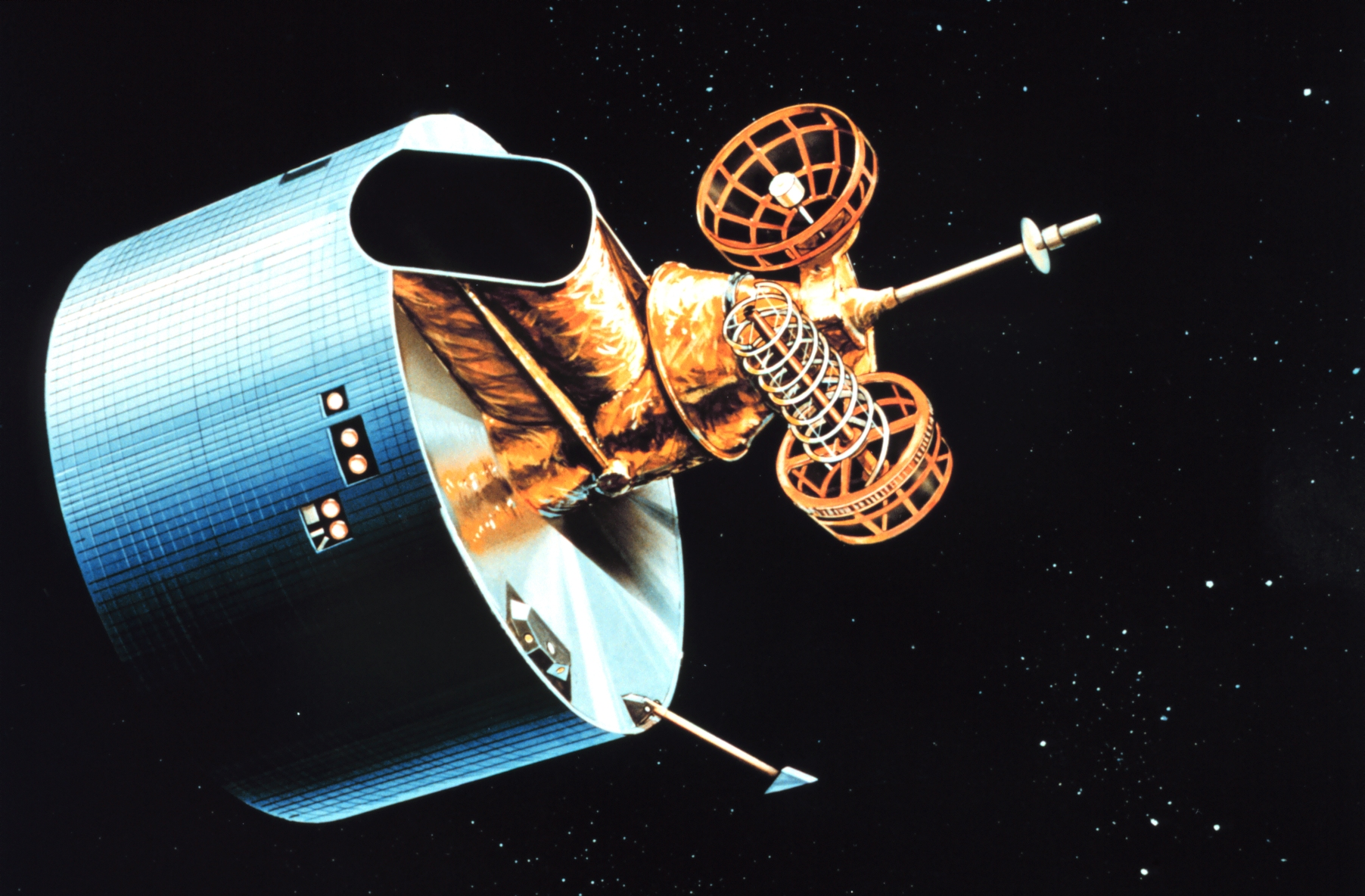
Concepção artística do GOES-G.

O GOES-G foi um satélite meteorológico a ser operado pela National Oceanic and Atmospheric Administration dos Estados Unidos. O satélite foi projetado para sensorear e monitorar condições meteorológicas a partir de uma órbita geoestacionária, sua intenção era substituir o GOES-5 e prover uma sequencia contínua de dados de temperatura e umidade da atmosfera.
Baseado na plataforma HS-371, ele foi perdido devido a uma falha no foguete Delta 3914 em 3 de Maio de 1986, o primeiro lançamento depois do acidente do ônibus espacial Challenger. Com apenas 71 segundos de voo, o motor do primeiro estágio parou de funcionar prematuramente devido a uma falha elétrica, forçando a sua destruição pelo pessoal de controle de segurança.[carece de fontes?]
|                       |  |                              |
| Lançamento de GOES-G. |  | Explosão 71 segundos depois. |